# Джейкоб Перрот
Джейкоб Перрот (англ. Jacob Parrott; нар. 17 липня 1843, Феєрфілд — пом. 22 грудня 1908, Кентон) — американський військовослужбовець армії Союзу за часи Громадянської війни. Перший в історії збройних сил США кавалер медалі Пошани, нової військової нагороди, яка вперше вручалася Військовим міністерством США шістьом солдатам армії Союзу, які брали участь у рейді в 1862 році під час Громадянської війни в США (1861—1865), який отримав назву «Великі паровозні перегони».

## Біографія
Джейкоб Перрот був уродженцем округу Фейрфілд, штат Огайо. У 1861 році він вступив до армії США рядовим у роту «К» 33-го Огайського піхотного полку штату і вперше взяв участь у битві за Айві-Маунтін. У квітні 1862 року він зголосився взяти участь у зухвалому рейді разом з 21 іншим бійцем (пізніше відомим як «рейдери Ендрюса», оскільки вони діяли під командуванням Джеймса Ендрюса). Після проникнення на територію зайняту військами Конфедерації та викрадення локомотива «Генерал», вони були схоплені та ув'язнені. Паррота жорстоко побили 110 разів, намагаючись змусити його заговорити. Парроту та 14 іншим солдатам Півночі вдалося втекти, але лише шестеро з них дісталися до лінії фронту. Пізніше його обміняли і доставили до Вашингтона, де він зустрівся з президентом Авраамом Лінкольном і був нагороджений військовим міністром Едвіном М. Стентоном Медаллю Пошани. Перрот продовжив службу в армії Союзу до кінця війни. В 1863 році він отримав звання другого лейтенанта після битви на річці Стоунз-Рівер і першого лейтенанта в 1864 році.